# Södermanland

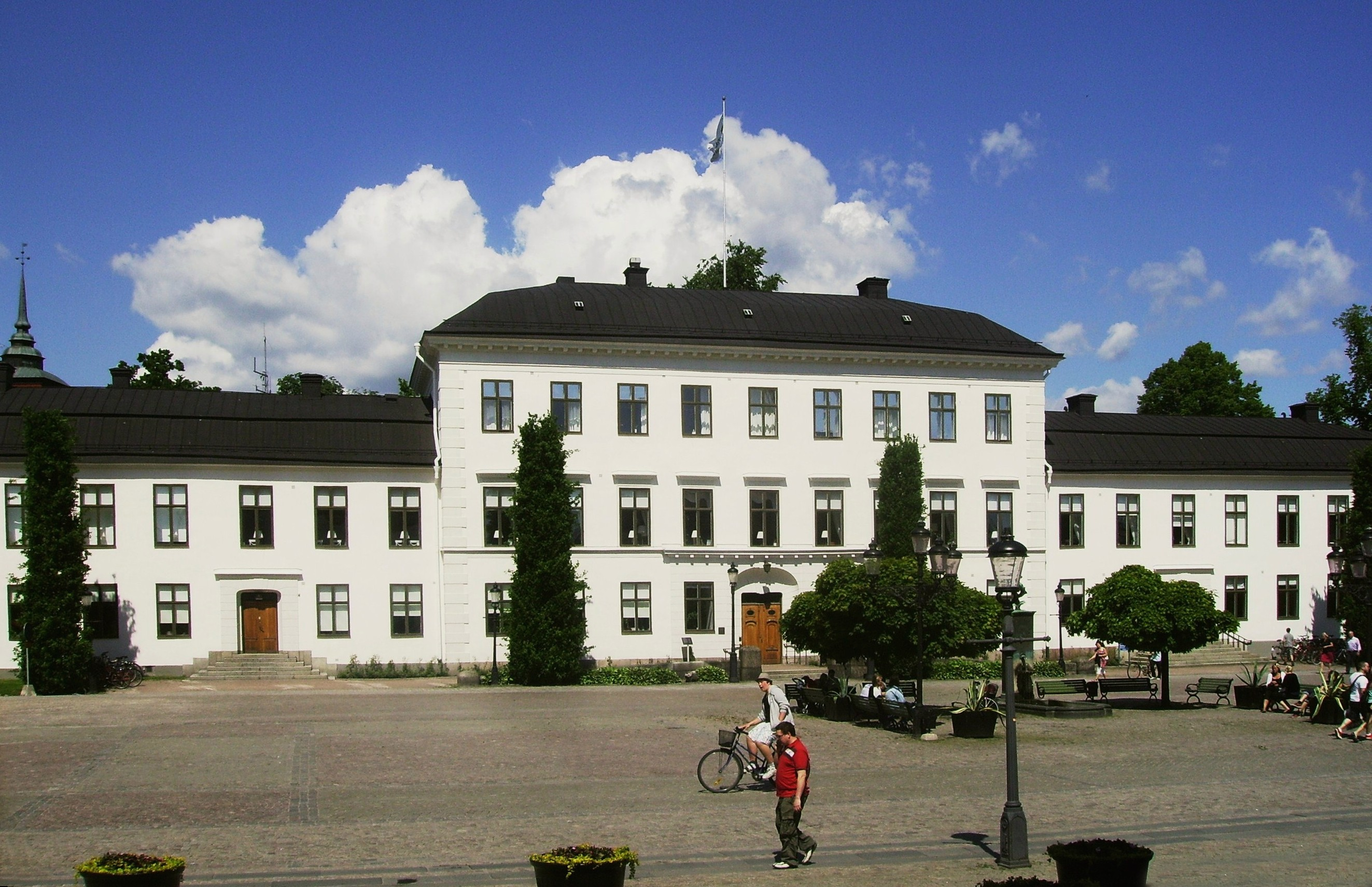
Siedziba Länsstyrelsen w Nyköping

Södermanland (szw. Södermanlands län) – jeden ze szwedzkich regionów administracyjnych (län). Siedzibą władz regionu (residensstad) jest Nyköping.

## Geografia
Region administracyjny Södermanland jest położony na wschodnim wybrzeżu Szwecji, w południowo-wschodniej części Svealand na wybrzeżu Morza Bałtyckiego. Region administracyjny obejmuje większą część prowincji historycznej (landskap) Södermanland oraz fragment Närke.
Graniczy z regionami administracyjnymi Östergötland, Örebro, Västmanland, Uppsala i Sztokholm oraz Morzem Bałtyckim.

### Demografia
31 grudnia 2014 r. Södermanland liczył 280 666 mieszkańców (12. pod względem zaludnienia z 21 regionów administracyjnych Szwecji), gęstość zaludnienia wynosiła 46,3 mieszkańców na km² lądu.

## Gminy i miejscowości

### Gminy
Region administracyjny Södermanland podzielony jest na 9 gmin:
| - Eskilstuna (100 923) - Flen (16 242) - Gnesta (10 513) - Katrineholm (33 268) - Nyköping (53 508) - Oxelösund (11 551) - Strängnäs (33 878) - Trosa (11 864) - Vingåker (8 919) |

Uwagi: W nawiasie liczba mieszkańców; stan na dzień 31 grudnia 2014 r.

### Miejscowości
10 największych miejscowości (tätort-er) regionu administracyjnego Södermanland (2010):
| #  | Miejscowość | Gmina       | Liczba mieszkańców (2010) |
| -- | ----------- | ----------- | ------------------------- |
| 1  | Eskilstuna  | Eskilstuna  | 64 679                    |
| 2  | Nyköping    | Nyköping    | 29 891                    |
| 3  | Katrineholm | Katrineholm | 21 993                    |
| 4  | Strängnäs   | Strängnäs   | 12 856                    |
| 5  | Oxelösund   | Oxelösund   | 10 870                    |
| 6  | Torshälla   | Eskilstuna  | 7 612                     |
| 7  | Flen        | Flen        | 6 229                     |
| 8  | Gnesta      | Gnesta      | 5 562                     |
| 9  | Trosa       | Trosa       | 5 027                     |
| 10 | Vingåker    | Vingåker    | 4 282                     |